# Brech
Brech (in bretone: Brec'h) è un comune francese di 6 700 abitanti situato nel dipartimento del Morbihan nella regione della Bretagna.

## Società

### Evoluzione demografica
Abitanti censiti